# Bob a 2002. évi téli olimpiai játékokon
A 2002. évi téli olimpiai játékokon a bob versenyszámait Salt Lake Cityben rendezték meg február 16. és 23. között. A férfiaknak 2 versenyszámban, a nőknek 1 versenyszámban osztottak érmeket. A női bob először szerepelt a téli olimpia programjában.

## Éremtáblázat
(A rendező nemzet csapata eltérő háttérszínnel, az egyes számoszlopok legmagasabb értéke, vagy értékei vastagítással kiemelve.)
| A 2002. évi téli olimpiai játékok éremtáblázata bobban | A 2002. évi téli olimpiai játékok éremtáblázata bobban | A 2002. évi téli olimpiai játékok éremtáblázata bobban | A 2002. évi téli olimpiai játékok éremtáblázata bobban | A 2002. évi téli olimpiai játékok éremtáblázata bobban | Olimpia  |
| ------------------------------------------------------ | ------------------------------------------------------ | ------------------------------------------------------ | ------------------------------------------------------ | ------------------------------------------------------ | -------- |
|                                                        | Ország                                                 | Arany                                                  | Ezüst                                                  | Bronz                                                  | Összesen |
| 1.                                                     | Németország (GER)                                      | 2                                                      | 1                                                      | 1                                                      | 4        |
| 2.                                                     | Egyesült Államok (USA)                                 | 1                                                      | 1                                                      | 1                                                      | 3        |
|                                                        |                                                        |                                                        |                                                        |                                                        |          |
| 3.                                                     | Svájc (SUI)                                            | 0                                                      | 1                                                      | 1                                                      | 2        |
|                                                        |                                                        |                                                        |                                                        |                                                        |          |
| Összesen                                               | Összesen                                               | 3                                                      | 3                                                      | 3                                                      | 9        |

## Részt vevő nemzetek
A versenyeken 34 nemzet 195 sportolója vett részt.
- Amerikai Virgin-szigetek (ISV) (6)
- Ausztria (AUT) (4)
- Brazília (BRA) (3)
- Bulgária (BUL) (2)
- Csehország (CZE) (6)
- Egyesült Államok (USA) (13)
- Franciaország (FRA) (9)
- Görögország (GRE) (2)
- Hollandia (NED) (8)
- Horvátország (CRO) (4)
- Írország (IRL) (2)
- Jamaica (JAM) (2)
- Japán (JPN) (5)
- Kanada (CAN) (8)
- Lengyelország (POL) (4)
- Lettország (LAT) (8)
- Magyarország (HUN) (7)
- Mexikó (MEX) (2)
- Monaco (MON) (5)
- Nagy-Britannia (GBR) (14)
- Németország (GER) (13)
- Norvégia (NOR) (4)
- Olaszország (ITA) (9)
- Oroszország (RUS) (10)
- Örményország (ARM) (2)
- Románia (ROU) (6)
- Svájc (SUI) (10)
- Svédország (SWE) (2)
- Jugoszlávia (SCG) (4)
- Szlovákia (SVK) (4)
- Tajvan (TPE) (4)
- Trinidad és Tobago (TRI) (3)
- Új-Zéland (NZL) (4)
- Ukrajna (UKR) (5)

## Érmesek
| A 2002. évi téli olimpiai játékok érmesei bobban |                                                                              |         |                                                                                       |         |                                                                             |         |
| Versenyszám                                      | Arany                                                                        | Arany   | Ezüst                                                                                 | Ezüst   | Bronz                                                                       | Bronz   |
| Férfi kettes                                     | Németország (GER) · Christoph Langen · Markus Zimmermann                     | 3:10,11 | Svájc (SUI) · Christian Reich · Steve Anderhub                                        | 3:10,20 | Svájc (SUI) · Martin Annen · Beat Hefti                                     | 3:10,62 |
| Férfi négyes                                     | Németország (GER) · André Lange · Enrico Kühn · Kevin Kuske · Carsten Embach | 3:07,51 | Egyesült Államok (USA) · Todd Hays · Randy Jones · Bill Schuffenhauer · Garrett Hines | 3:07,81 | Egyesült Államok (USA) · Brian Shimer · Mike Kohn · Doug Sharp · Dan Steele | 3:07,86 |
| Női kettes                                       | Egyesült Államok (USA) · Jill Bakken · Vonetta Flowers                       | 1:37,76 | Németország (GER) · Sandra Prokoff · Ulrike Holzner                                   | 1:38,06 | Németország (GER) · Susi Erdmann · Nicole Herschmann                        | 1:38,29 |